# 三毛猫ホームズの正誤表
『三毛猫ホームズの正誤表』（みけねこホームズのせいごひょう）は、日本の小説家である赤川次郎によって1995年に発表された三毛猫ホームズシリーズの長編推理小説である。

## あらすじ
「こんなはずじゃなかった」
心に傷を抱える人たちが集まる精神科のグループ治療。そこの患者の関係者が次々に殺害される。犯人は、正誤表のように、患者の人生を「訂正」しようとしているのだ。
晴美の友人で新人女優の恵利は、いきなり主役に選ばれて大喜びのはずが、殺される、という恐怖に怯えていた。彼女に主役を奪われたしおりは、グループ治療に参加していたのである。

## 主な登場人物
- 片山義太郎 - 警視庁捜査一課のダメ刑事
- 片山晴美 - 義太郎の妹
- 石津刑事 - 晴美に恋をする猫嫌いの刑事
- ホームズ - 三毛猫

## 書誌情報
- 『三毛猫ホームズの正誤表』（光文社カッパノベルス、1995年11月） ISBN 4-334-07159-7
- 『三毛猫ホームズの正誤表』（光文社光文社文庫、1998年12月） ISBN 4-334-72726-3
- 『三毛猫ホームズの正誤表』（角川書店角川文庫、2005年05月） ISBN 4-04-187979-5
- 『三毛猫ホームズの正誤表 新装版』（光文社光文社文庫、2017年04月11日） ISBN 978-4-334-77455-4